# Hassan Taftian
Hassan Taftian (en persan : حسن تفتیان, né le 4 mai 1993 à Torbat-e Heydarieh) est un athlète iranien, spécialiste du sprint.

## Biographie
Il remporte sur 100 m la médaille d'or lors des Championnats d'Asie juniors en 2012. Son record personnel, record national, est de 10 s 15, obtenu le 15 juin 2013 à Almaty, devant Reza Ghasemi, 10 s 16. Le lendemain il porte le record iranien du 200 m à 20 s 82 dans la même ville.
Le 25 juillet 2015, toujours à Almaty, il porte le record national du 100 m à 10 s 10 avec un vent favorable de + 0,4 m/s.
Le 19 février 2016, Taftian remporte le titre continental du 60 m lors des Championnats d'Asie salle de Doha devant son compatriote Reza Ghasemi. En 6 s 56, il établit un nouveau record national et un nouveau record des Championnats, record qui venait d'être porté en demi-finale à 6 s 57 par le Philippin Eric Cray.
Le 23 juin, Hassan Taftian remporte le meeting de Madrid en 10 s 04 (+ 1,0 m/s) devant l'Espagnol Bruno Hortelano (10 s 06), nouveau record national,.
Depuis fin 2016, il s'entraîne à l'INSEP (Paris) et est désormais coaché par Guy Ontanon, ancien entraîneur de Jimmy Vicaut.
Le 15 juin 2017, il court en 10 s 25 à Hérouville-Saint-Clair. Le même temps lui permet de remporter le titre du 100 m lors des Championnats d'Asie 2017 à Bhubaneswar, en devançant sous une pluie torrentielle d'1/100e Femi Ogunode, le champion sortant.
Le 18 septembre 2017, il remporte les Jeux asiatiques en salle sur le 60 m en établissant un record national à 6 s 55.
Le 1er février 2018, il réitère son titre de champion d'Asie en salle, cette fois à domicile à Téhéran. Il s'impose en 6 s 51, record national, à un centième seulement du record d'Asie.
Le 22 avril 2019, il se qualifie en 10 s 25 pour la finale du 100 m, mais il ne prend pas part à la course des Championnats d’Asie à Doha.

## Palmarès
| Date | Compétition                     | Lieu        | Résultat | Épreuve | Temps   |
| ---- | ------------------------------- | ----------- | -------- | ------- | ------- |
| 2010 | Championnats d'Asie juniors     | Hanoï       | 2e       | 100 m   | 10 s 81 |
| 2012 | Championnats d'Asie juniors     | Colombo     | 1er      | 100 m   | 10 s 49 |
| 2012 | Championnats d'Asie juniors     | Colombo     | 3e       | 200 m   | 21 s 60 |
| 2013 | Championnats d'Asie             | Pune        | 8e       | 100 m   | 10 s 54 |
| 2014 | Jeux asiatiques                 | Incheon     | 8e       | 200 m   | 21 s 24 |
| 2016 | Championnats d'Asie en salle    | Doha        | 1er      | 60 m    | 6 s 56  |
| 2017 | Jeux de la solidarité islamique | Bakou       | 8e       | 100 m   | 11 s 99 |
| 2017 | Championnats d'Asie             | Bhubaneswar | 1er      | 100 m   | 10 s 25 |
| 2017 | Jeux asiatiques en salle        | Achgabat    | 1er      | 60 m    | 6 s 55  |
| 2018 | Championnats d'Asie en salle    | Téhéran     | 1er      | 60 m    | 6 s 51  |
| 2018 | Championnats du monde en salle  | Birmingham  | 5e       | 60 m    | 6 s 53  |
| 2018 | Jeux asiatiques                 | Jakarta     | 6e       | 100 m   | 10 s 19 |
| 2019 | Championnats d'Asie             | Doha        | finale   | 100 m   | DNS     |
| 2019 | Jeux mondiaux militaires        | Wuhan       | 1er      | 100 m   | 10 s 24 |
| 2023 | Championnats d'Asie             | Bangkok     | 3e       | 100 m   | 10 s 23 |

## Records
| Épreuve | Temps        | Lieu         | Date                      |
| ------- | ------------ | ------------ | ------------------------- |
| 60 m    | 6 s 51 (NR)  | Téhéran      | 1er février 2018          |
| 100 m   | 10 s 03 (NR) | Paris        | 30 juin 2018 24 août 2019 |
| 200 m   | 20 s 74      | Loughborough | 25 juillet 2018           |